# Chakan
Chakan est un jeu vidéo de plates-formes développé par Extended Play Productions et édité par Sega, sorti en 1992 sur Mega Drive et sur Game Gear.

## Trame
Chakan est basé sur le comics du même nom de Robert A. Kraus. Chakan est un guerrier mystique qui a réussi à vaincre la Mort elle-même et s'est vu garantir la vie éternelle, mais est condamné à traquer les créatures de la nuit.

## Système de jeu
Chakan est un jeu de plates-formes dans lequel le joueur prend le contrôle du personnage de Chakan. Il doit parcourir les huit niveaux du jeu afin d'éradiquer le mal de la Terre. Chakan a l'habileté d'effectuer des doubles sauts et d'attaquer dans toutes les directions avec ses épées.

## Accueil
Le magazine Electronic Gaming Monthly a donné à la version Mega Drive du jeu la note de 30/40
Levi Buchanan d'IGN a critiqué le jeu pour son extrême difficulté.